# ألفرد بدر
ألفرد بدر (بالإنجليزية: Alfred Bader)‏ هو كيميائي وشخصية أعمال كندي، ولد في 28 أبريل 1924 في فيينا في النمسا، وتوفي في 23 ديسمبر 2018 في ميلواكي في الولايات المتحدة بسبب قصور القلب.